# Schluffjann
Der Schluffjann (etwa: „Der schleichende Johann“) ist eine Sagengestalt, die nach ihrem Tod als ruheloser Geist durch die Ruinen der Burg Nideggen schleichen muss.

## Geschichtlicher Hintergrund
In den unruhigen Zeiten des 14. Jahrhunderts bestimmten Fehden und wechselnde Bündnisse unter den Mächtigen das politische Geschehen im Heiligen Römischen Reich. Graf Wilhelm IV. von Jülich (1210–1278) hielt den Kölner Erzbischof Engelbert von Falkenburg (1220–1274) ab 1267 dreieinhalb Jahre lang in einem Verlies auf Burg Nideggen gefangen. Erst nach langen Verhandlungen und Zahlung stattlicher Lösegelder entließ der Graf den Erzbischof in die Freiheit.

## Die Sage
Johann, der Burgvogt des Grafen, ließ dem im Verlies schmachtenden Erzbischof von Köln eine unbarmherzige Behandlung zukommen. Mehrmals stellte er den Gefangenen in einem eisernen Käfig an einem Turm der Burg öffentlich zu Schau. Auch gönnte er ihm keine Nachtruhe, sondern weckte ihn auf, da er selbst nicht schlafen konnte. „Du sollst nicht schlafen, wenn ich nicht schlafe“, sagte er dann zu ihm. Als der Bischof schließlich freigelassen wurde, sagte er zum Vogt beim Abschied: „Nun wird der Pfaff wohl schlafen können, der Schlaf aber dich ewig fliehen.“ So musste der Vogt nach seinem Tod als ruheloses Gespenst durch die Ruinen der Burg schleichen, weshalb der Volksmund ihn „Schluffjann“ nannte.